# Baardpatrijs
De baardpatrijs (Perdix dauurica) is een vogel uit de familie der fazanten (Phasianidae). De wetenschappelijke naam van de soort werd voor het eerst geldig gepubliceerd door Peter Simon Pallas in 1811.

## Kenmerken
Tot het geslacht der patrijzen behoort ook de in Nederland voorkomende patrijs (Perdix perdix). De baardpatrijs lijkt erg op de patrijs, maar hij onderscheidt zich door de stijve veertjes die uitsteken aan de zijkant van zijn kin, waaraan hij zijn naam dankt. Buiten het broedseizoen verdwijnt deze baard weer, waardoor baardpatrijzen 's winters moeilijk te onderscheiden zijn van gewone patrijzen waar het verspreidingsgebied van de twee overlapt.

## Verspreiding en ondersoorten
Bij de baardpatrijs worden twee ondersoorten onderscheiden:
- P. d. dauurica: van oostelijk Kazachstan tot Mongolië en het noorden van China.
- P. d. suschkini: noordoostelijk China en het aangrenzende deel van het Russische Verre Oosten.

## Leefwijze en voedsel
De Baardpatrijs is te vinden op steppen, akkers en in bossteppen. Het voedsel bestaat uit granen, onkruiden en allerlei zaden, tijdens de broedtijd worden ook veel insecten gegeten. De baardpatrijs legt 18 à 20 eieren, die gedurende 25 dagen worden uitgebroed.